# Ostereistedt
Ostereistedt (sprich: Oster-Eistedt) ist eine Gemeinde in der Samtgemeinde Selsingen, Landkreis Rotenburg (Wümme) in Niedersachsen.

## Geografie

### Lage
Ostereistedt liegt zwischen Hamburg und Bremen, nördlich der Bundesautobahn A 1, genau auf der Wasserscheide zwischen Weser und Elbe.

### Gemeindegebiet
Die Gemeinde erstreckt sich auf einer Fläche von 28,5 km². Sie ist stark landwirtschaftlich geprägt.

### Gemeindegliederung
Ostereistedt besteht aus den Ortsteilen Ostereistedt und Rockstedt und gehört zur Samtgemeinde Selsingen.

## Geschichte
Der Name Rockstedt kann verschieden gedeutet werden. Die eine Variante besagt, dass der Name auf ein Kolk- oder Wodansrabendorf hinweist (von de Rood = Kolkrabe). Andererseits könnte der Name auch eine Roggen- oder Fruchtstätte bezeichnen. Urkundlich wurde Rockstedt zum ersten Mal 1153 als Rocstede erwähnt und als „Kolkrabendorf“ (von Rook Kolkrabe) begriffen.
Der Name Ostereistedts ist nicht mehr eindeutig zu klären, er könnte auf „Eichenstätte“ zurückzuführen sein, aber genau so auf einen Siedler namens Eike (Eckehard) als gemeinsame Wurzel von Oster Eystedte und Wester Eystede (letzteres heute Rhadereistedt). Ostereistedt liegt genau auf der Wasserscheide zwischen Elbe und Weser. Das Wasser im nördlichen Teil fließt über Gräben und Bäche in Hamme und Weser. Das Wasser im südlichen Teil fließt über Bade und Oste in die Elbe.

### Eingemeindungen
Am 1. März 1974 wurde die Nachbargemeinde Rockstedt eingegliedert.

### Einwohnerentwicklung
- 1961: 895 Einwohner (mit Rockstedt, ohne Rockstedt 545 Einwohner)[5]
- 1970: 919 Einwohner (mit Rockstedt, ohne Rockstedt 534 Einwohner)[5]
- 1996: 966 Einwohner
- 1999: 976 Einwohner
- 2004: 971 Einwohner
- 2011: 941 Einwohner
- 2016: 924 Einwohner

(ab 1996 jeweils am 31. Dezember)

## Politik

### Gemeinderat
Der Rat der Gemeinde Ostereistedt besteht aus neun Ratsfrauen und Ratsherren. Dies ist die festgelegte Anzahl für die Mitgliedsgemeinde einer Samtgemeinde mit einer Einwohnerzahl zwischen 501 und 1.000 Einwohnern. Die Ratsmitglieder werden durch eine Kommunalwahl für jeweils fünf Jahre gewählt. Die aktuelle Amtszeit begann am 1. November 2021 und endet am 31. Oktober 2026.
Die letzten Gemeinderatswahlen ergaben folgende Sitzverteilungen:
| Partei                          | 2021 | 2016 |
| ------------------------------- | ---- | ---- |
| Wählergemeinschaft Ostereistedt | 5    | 6    |
| Wählergemeinschaft Rockstedt    | 4    | 3    |

### Bürgermeister
Der Gemeinderat wählte das Gemeinderatsmitglied Ulrike Ringen (Wählergemeinschaft Ostereistedt) zur ehrenamtlichen Bürgermeisterin für die aktuelle Wahlperiode.

### Wappen
Blasonierung: Das Wappen zeigt im goldenen Grund durch einen grünen schräglinken Wellenbalken geteilt im oberen Feld einen schwarzen Raben und im linken unteren Feld drei kranzartig verbundene grüne Eichenblätter mit je einer Eichel.

## Kultur und Sehenswürdigkeiten

### Osterhasen-Postamt
Genau, wie sich unter anderem in Himmelpfort (Brandenburg) und in Himmelpforten (Niedersachsen) ein Weihnachtspostamt befindet, gibt es in Ostereistedt eine Osterhasenzentrale. Kinder können „Hanni Hase, Am Waldrand 12, 27404 Ostereistedt“ Briefe schicken. Des Weiteren findet jährlich am Ostersonntag ein Programm statt.

### Bauwerke
- Wohn- und Wirtschaftsgebäude Steinkampsweg 8 auch Eckes Hus von 1564 in Fachwerk mit Niedersachsengiebel; einzige noch erhaltene Rauchhaus und ältestes Bauernhaus im Landkreis Rotenburg
- Wohn- und Wirtschaftsgebäude Am Gänseteich 1 von 1855 in Fachwerk

## Verkehr
Ostereistedt liegt westlich von Zeven an der Landesstraße Richtung Bremerhaven.  Durch Zeven verläuft die Bundesstraße B 71. Diese kreuzt südlich von Zeven an der Anschlussstelle Bockel (49) die Autobahn A1 Hamburg – Bremen.
Der Haltepunkt Ostereistedt lag an der Bahnstrecke Wilstedt–Tostedt. Diese ist stillgelegt.